# Ramal ferroviario Tandil-Tres Arroyos-Coronel Dorrego-Bahía Blanca
El Ramal Tandil - Tres Arroyos - Coronel Dorrego - Bahía Blanca pertenece al Ferrocarril General Roca, Argentina.

## Ubicación
Partiendo desde Tandil, el ramal atraviesa 370.9 km por la provincia de Buenos Aires, a través de los partidos de Tandil, Benito Juárez, Adolfo Gonzales Chaves, Tres Arroyos, Coronel Dorrego, Coronel Rosales y Bahía Blanca.

## Servicios
La red de carga es operada por la empresa Ferrosur Roca.